# Добровольский, Геннадий Фёдорович
Геннадий Фёдорович Добровольский — конструктор наземных средств системы С-75, лауреат Ленинской премии (1958).

## Биография
Родился 29.04.1914 в Гусь-Хрустальном.
С 1940 г. служил в РККА, участник Великой Отечественной войны, майор артиллерийско-технической службы.
Окончил Московский институт химического машиностроения.
С 1951 г. главный технолог КБ-1 (НПО «Алмаз»).
Кандидат технических наук (1972).
Соавтор технологии изготовления многослойных печатных плат.

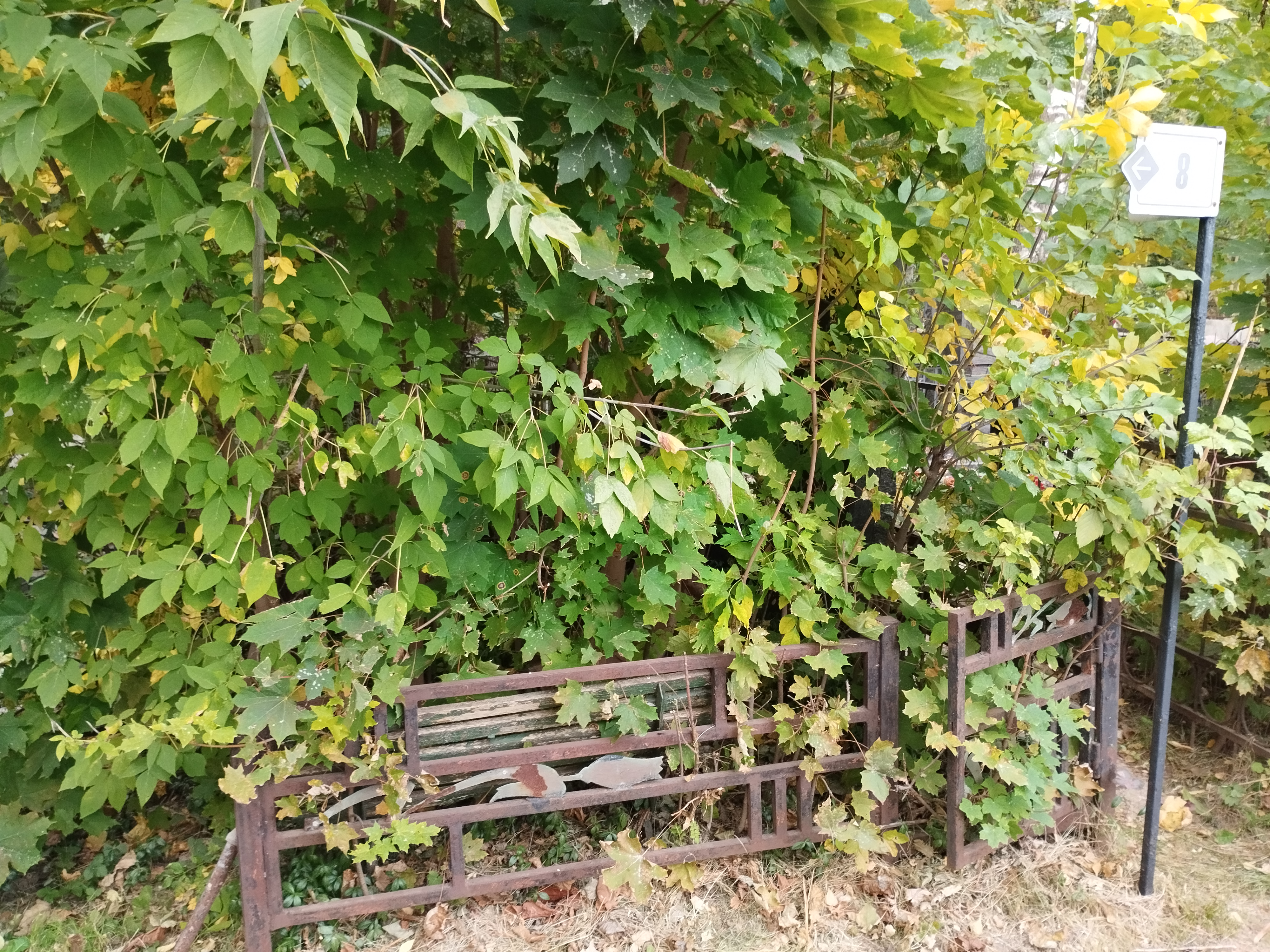
Могила Г. Ф. Добровольского, 2023 год

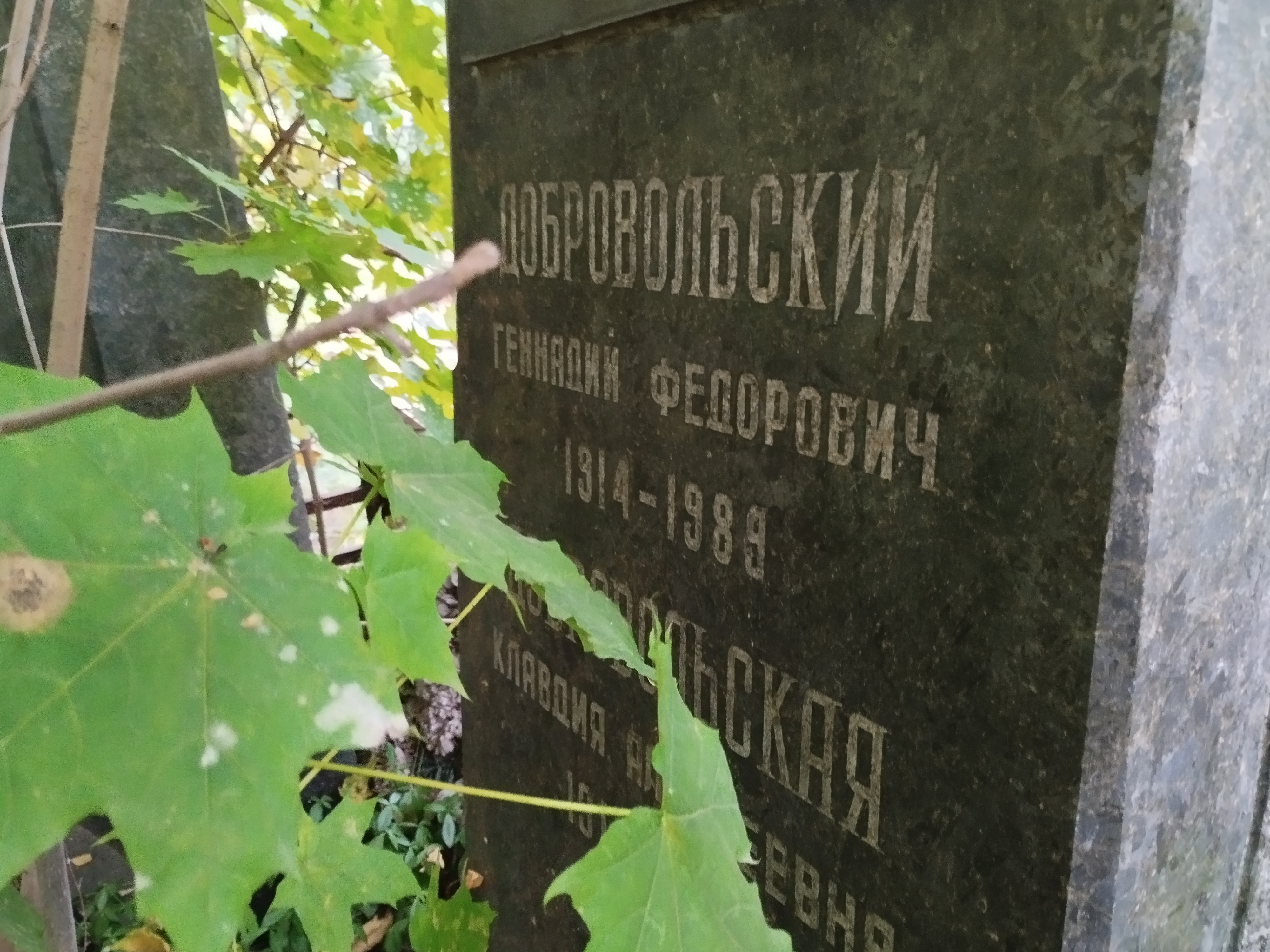
Памятник на могиле Г. Ф. Добровольского на Головинском кладбище в Москве

Умер в 1989 году, могила находится на 8 участке Головинского кладбища в Москве, по состоянию на 2023 год — в заброшенном состоянии, участок порос бурьяном и деревьями.

## Госнаграды
Ленинская премия 1958 года (в составе коллектива) — за разработку зенитно-ракетного комплекса С-75.
Награждён орденами Красной Звезды (дважды — 12.09.1944, 17.04.1945), Отечественной войны II степени (20.04.1944), Трудового Красного Знамени (1956).